# Bernd-Blindow-Schulen

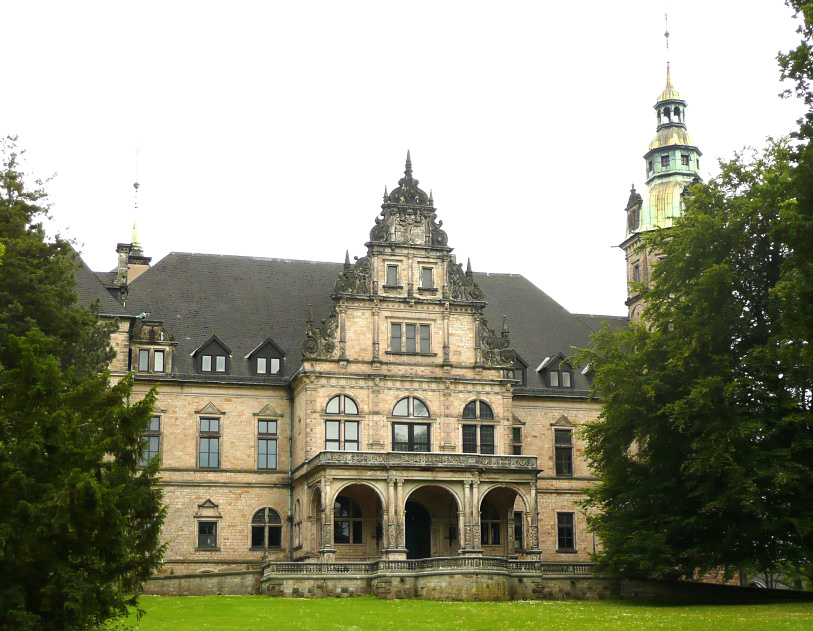
Standort Bückeburg

Die Bernd-Blindow-Schulen sind staatlich anerkannte Berufsfach- bzw. Fachschulen (gegründet 1972) in privater Trägerschaft. Schulträger ist die B.-Blindow-Schulen gGmbH in Bückeburg.
Das Unternehmen bietet schulische Ausbildungen und Weiterbildungen in den Bereichen Physiotherapie, Ergotherapie, Logopädie, Altenpflege, Erzieher, Biologie, Chemie, Pharmazie, Informatik, Grafik-Design, Mode-Design, Umweltschutz und Wirtschaft an. Neben staatlich anerkannten Berufsabschlüssen können die Schüler an den Fachoberschulen und den beruflichen Gymnasien die Fachhochschulreife oder das Abitur mit einem beruflichen Schwerpunkt ihrer Wahl erlangen und sich so für ein anschließendes Studium an Hochschulen oder Universitäten qualifizieren.

## Zielsetzung
Ihre allgemeine Zielsetzung wird – wie die jeder anderen Schule – durch das Berufsfach- bzw. Fachschulrahmengesetz der Bundesrepublik Deutschland und durch das jeweilige Berufsfach- bzw. Fachschulgesetz des Bundeslandes bestimmt, in dem die Bernd-Blindow-Schulen einen Schulstandort haben. Mit der staatlichen Anerkennung werden den Bernd-Blindow-Schulen jene Kompetenzen übertragen, über die auch die staatlichen Berufsfach- bzw. Fachschulen verfügen.
Damit wurden den Bernd-Blindow-Schulen vor allem das Recht:
- zur eigenverantwortlichen Durchführung der Ausbildung,
- zur eigenen Abnahme von Prüfungen entsprechend den staatlich genehmigten Prüfungsordnungen und
- zur Verleihung der jeweiligen Abschlüsse in eigener Zuständigkeit eingeräumt.

## Chronik

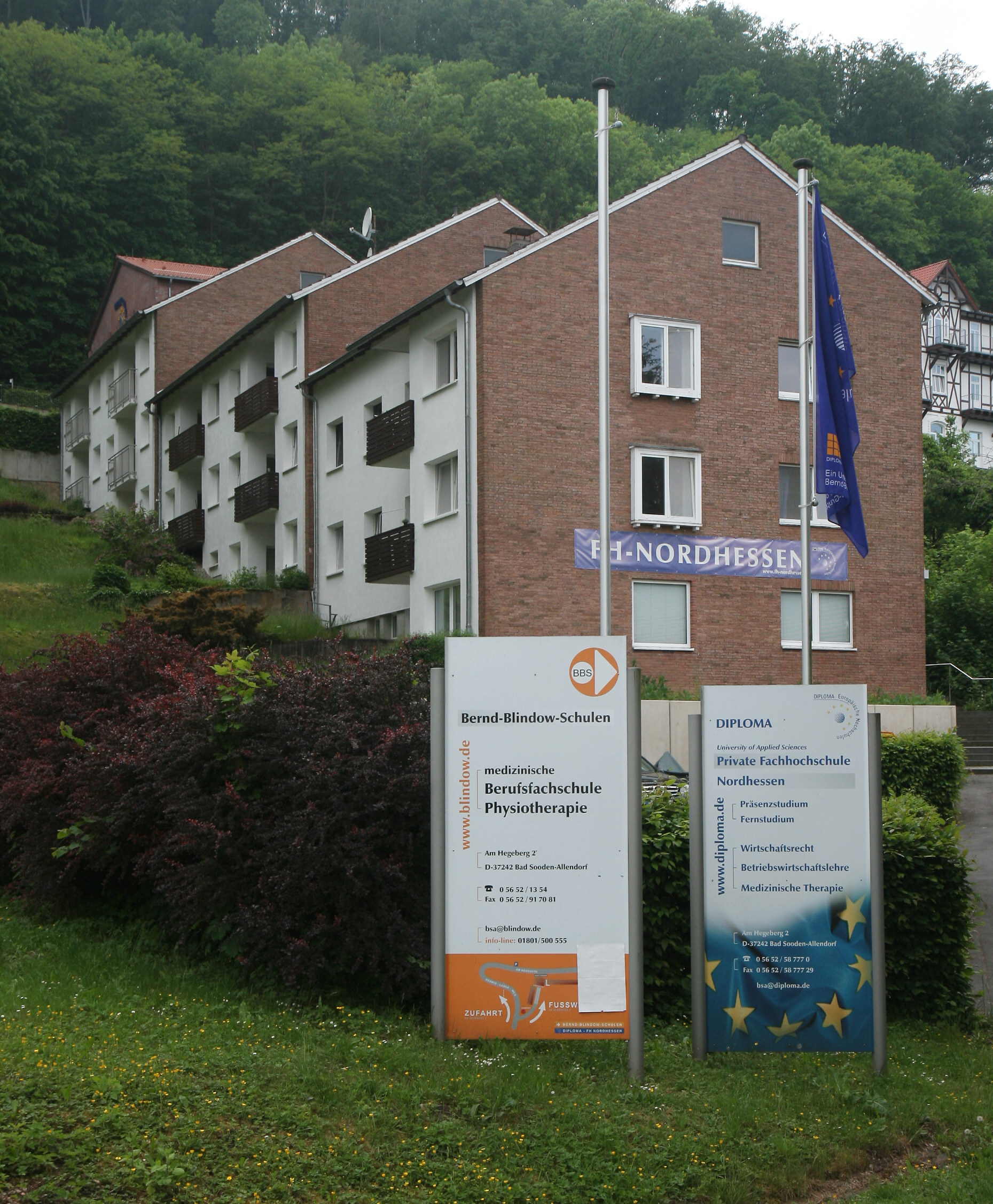
Standort Bad Sooden-Allendorf

- 1972 – Gründung der Bernd-Blindow-Schulen in Bückeburg
- 1972 – Neuer Schulstandort in Bückeburg
- 1981 – Neuer Schulstandort in Bad Sooden-Allendorf
- 1991 – Neuer Schulstandort in Leipzig (OT Neustadt-Neuschönefeld)
- 1991 – Neuer Schulstandort in Schwentinental (OT Raisdorf/Kiel)
- 1996 – Neuer Schulstandort in Bonn
- 1996 – Neuer Schulstandort in Friedrichshafen
- 2001 – Neuer Schulstandort in Berlin-Treptow
- 2005 – Neuer Schulstandort in Baden-Baden
- 2008 – Neuer Schulstandort in Heilbronn
- 2009 – Neuer Schulstandort in Aalen
- 2013 – Eröffnung der Schule in Mannheim
- 2016 – Eröffnung der Schule in Hamburg (OT Barmbek-Süd)

## Betreiber
Die Schulen werden als private Berufsfach- bzw. Fachschule von mehreren Trägergesellschaften betrieben. Alle Ausbildungsangebote sind staatlich anerkannt (Ausnahme: Kosmetik). Damit sind die Abschlüsse bundes- sowie europaweit anerkannt und erbrachte Leistungen im europäischen Wirtschaftsraum anrechenbar.

## Ausbildungen
- Altenpflege, Abschluss: Altenpfleger/in
- Bekleidungstechnische Assistenz, Abschluss: Bekleidungstechnische/r Assistent/in
- Berufskolleg, Abschluss: Kaufmännisches Berufskolleg Fremdsprachen, Tourismuswirtschaft (i. V.)
- Biologisch-technische Assistenz, Abschluss: Biologisch-technische/r Assistent/in
- Chemisch-technische Assistenz, Abschluss: Chemisch-technische/r Assistent/in, Schwerpunkt Biotechnologie oder Chemisch-technische/r Assistent/in, Schwerpunkt Umweltschutztechnik
- Design, Abschluss: Designer/in (Mode)
- Ergotherapie, Abschluss: Ergotherapeut/in (WFOT)
- Erziehung, Abschluss: Erzieher/in
- Fachoberschule, Abschlüsse: Fachoberschule Gestaltung oder Sozialwesen oder Wirtschaft und Verwaltung
- Gestaltungstechnische Assistenz, Abschluss: Gestaltungstechnische/r Assistent/in
- Grafik, Abschluss: Grafik-Designer/in
- Gymnasium, Abschluss: Allgemeine Hochschulreife inkl. Chemisch-technische/r Assistent/in oder Allgemeine Hochschulreife, Profil Gestaltungs- und Medientechnik oder Sozialwissenschaft
- Informatik, Abschluss: Technische/r Assistent/in für Informatik, Profil Informationsmanagement
- Informations- und kommunikationstechnische Assistenz, Abschluss: Informations- und kommunikationstechnische/r Assistent/in
- Kosmetik, Abschluss: Kosmetiker/in (BBS)
- Logopädie, Abschluss: Logopäde/in
- Massage, Abschluss: Masseur/in und medizinische/r Bademeister/in
- Pharmazeutisch-technische Assistenz, Abschluss: Pharmazeutisch-technische/r Assistent/in
- Physiotherapie, Abschluss: Physiotherapeut/in
- Umweltschutztechnik, Abschluss: Staatlich geprüfter Techniker/in Fachrichtung Umweltschutztechnik
- Umweltschutztechnik, Abschluss: Umweltschutztechnische/r Assistent/in

## Standorte
Schulstandorte in 15 Städten Deutschlands: Aalen, Baden-Baden, Bad Oeynhausen, Bad Sooden-Allendorf, Berlin-Treptow, Bonn, Bückeburg, Friedrichshafen, Hamburg, Hannover, Heilbronn, Kassel, Leipzig, Mannheim  und Schwentinental (OT Raisdorf/Kiel).